# فرانسيسكو سيراو
فرانسيسكو سيراو مستكشف وجندي برتغالي وابن عم فرناندو ماجلان. كانت رحلته عام 1512 أول رحلة إبحار أوروبية معروفة شرقًا بعد ملقا عبر إندونيسيا الحديثة وجزر الهند الشرقية وأول أوروبي يصل إلى الطرف الغربي للمحيط الهادئ . أصبح من المقربين من السلطان بيان سر الله ، حاكم تيرنات ، وأصبح مستشاره الشخصي. بقي في تيرنات حيث توفي عام 1521.